# Juliusburg (Reinschdorf)

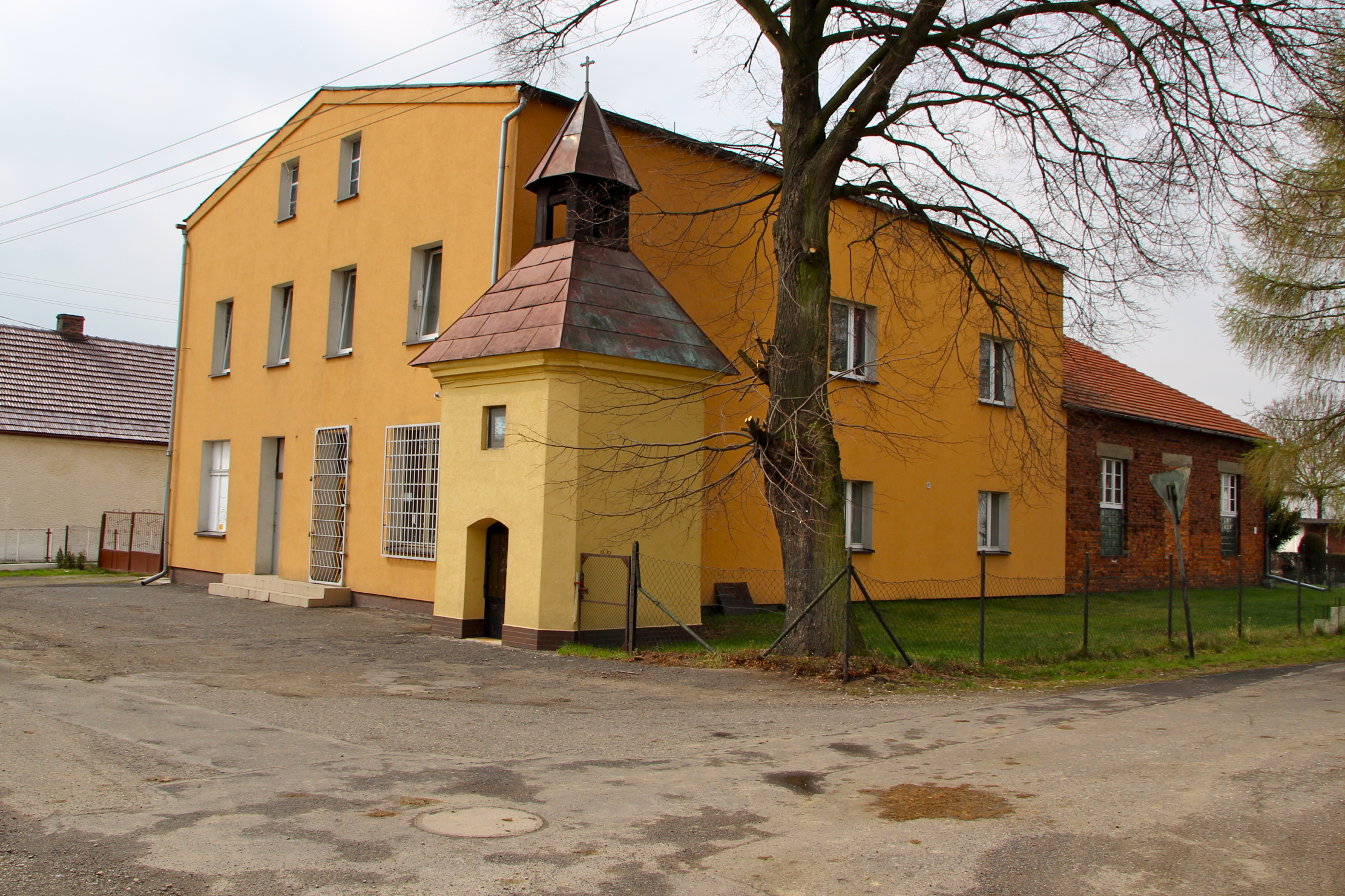
Juliusburg (2012)

Juliusburg (polnisch Radziejów) ist ein Ort in der Landgemeinde Reinschdorf im Powiat Kędzierzyńsko-Kozielski der Woiwodschaft Opole in Polen.

## Geschichte
Seit dem 11. Januar 2011 ist auch der deutsche Ortsname Juliusburg amtlich.

## Persönlichkeiten
- Peter Samuel Schilling (1773–1852), Gymnasiallehrer und Entomologe